# Agrón (Spanyolország)
Agrón település Spanyolországban, Granada tartományban. Agrón Alhendín, Arenas del Rey, Escúzar, Jayena, Alhama de Granada, Cacín és Ventas de Huelma községekkel határos. Lakosainak száma 244 fő (2024).

## Népesség
A település népessége az elmúlt években az alábbi módon változott:
| Lakosok száma | 380  | 320  | 283  | 358  | 330  | 313  | 297  | 274  | 255  | 244  |
|               | 2001 | 2004 | 2006 | 2009 | 2011 | 2014 | 2016 | 2019 | 2021 | 2024 |